# まもりたい 〜White Wishes〜
「まもりたい 〜White Wishes〜」（ホワイト・ウィッシーズ）はBoAの30枚目のシングル。

## 概要
- 同年9月26日に幕張メッセで行なわれた「東京ゲームショウ2009」にシークレットゲストとして出演し、『テイルズ オブ グレイセス』のテーマソングとして使用されることが発表された。11月4日より着うた先行配信がスタート。
- 「CD+DVD」・「CD」・「テイルズ オブ グレイセス盤（期間生産限定）」の3種類が同時発売される。
- カップリング曲は、日本版においては自身初単独で作詞・作曲を手掛けている作品。
- オリコンウィークリーチャートでは初登場3位を記録。これは「LOVE LETTER」以来、7作ぶりの記録。また、3週連続でウィークリーチャートTOP10をキープ。「Winter Love」以来の記録となった。

## 収録曲

### CD+DVD

#### CD
1. まもりたい 〜White Wishes〜
  - 作詞：MIZUE／作曲：山口寛雄／編曲：JUNKOO
  - バンダイナムコゲームス社Wii用ゲーム「テイルズ オブ グレイセス」／プレイステーション3用ゲーム「テイルズ オブ グレイセス エフ」テーマソング
2. THE END そして and...
  - 作詞・作曲：BoA／編曲：Gakushi
3. まもりたい 〜White Wishes〜（INST）
4. THE END そして and...（INST）

#### DVD
1. まもりたい 〜White Wishes〜 (MUSIC VIDEO)
2. まもりたい 〜White Wishes〜(Making) ＊初回盤のみ

### CD
1. まもりたい 〜White Wishes〜
2. THE END そして and...
3. BUMP BUMP! feat. VERBAL（m-flo） KOZM・MIX（初回盤のみ）
4. まもりたい 〜White Wishes〜（INST）
5. THE END そして and...（INST）

### テイルズ オブ グレイセス盤

#### CD
1. まもりたい 〜White Wishes〜
2. まもりたい 〜White Wishes〜（Tales of Graces Version）
3. まもりたい 〜White Wishes〜（English Version）
  - 英語詞：EMI K. Lynn
4. まもりたい 〜White Wishes〜（karaoke）
5. BEST HIT MEGA BLEND

#### CD-EXTRA
1. Tales of Graces×まもりたい 〜White Wishes〜 SPECIAL MOVIE